# Willy Holt

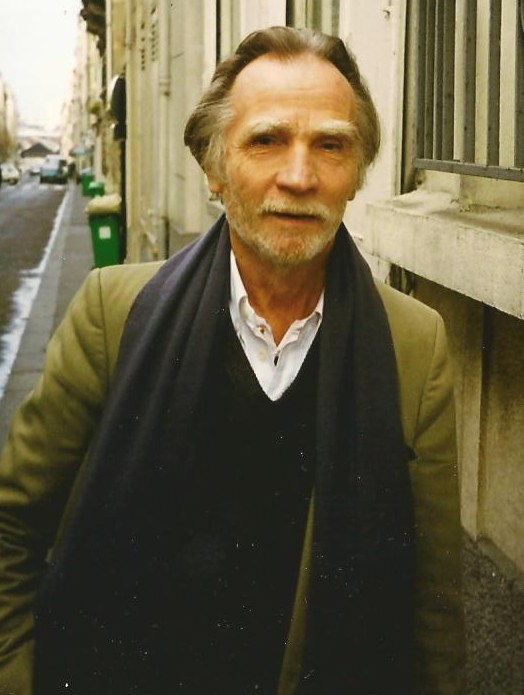
Willy Holt (1995)

Willy Holt (* 30. November 1921 in Quincy, Florida, Vereinigte Staaten; † 22. Juni 2007 in Paris, Frankreich) war ein US-amerikanisch-französischer Filmarchitekt.

## Leben
Nach der Scheidung seiner Eltern kehrte die aus Frankreich stammende Mutter mit ihm in ihr Heimatland zurück. In Toulouse machte er seinen Schulabschluss (Baccalauréat). Im Dezember 1943 wurde er auf dem Bahnhof von Grenoble als Mitglied der französischen Résistance verhaftet und über das Konzentrationslager Drancy nach Auschwitz deportiert. Er überlebte den Todesmarsch von Auschwitz nach Buchenwald, wo er am 13. April 1945 befreit wurde.
Holt begann seine Karriere beim Kabarett und beim Zirkus. Als er zum Film nach Frankreich kam, arbeitete er zuerst bei John Frankenheimer, Robert Parrish und Stanley Donen. Im Jahr 1966 stattete er den Film Brennt Paris? von René Clément aus. Später war er unter anderen für Louis Malle, Roman Polański (Bitter Moon, 1992), Fred Zinnemann, Woody Allen, Arthur Penn, Otto Preminger und Bertrand Blier tätig.
Im Jahr 1987 erhielt er einen Cesar für seine Ausstattung von Louis Malles Auf Wiedersehen, Kinder. Holt starb im Juni 2007 im Alter von 85 Jahren in Paris.

## Filmografie (Auswahl)
- 1964: Der Zug (The Train)
- 1965: Der Tag danach (Up From the Beach)
- 1966: Brennt Paris? (Paris brûle-t-il?)
- 1967: Zwei auf gleichem Weg (Two for the Road)
- 1968: Der Sergeant (The Sergeant)
- 1969: Staircase
- 1970: Die Dame im Auto mit Brille und Gewehr (The Lady in the Car with Glasses and a Gun)
- 1971: Musketier mit Hieb und Stich (Les mariés de l’an II)
- 1972: Le viager
- 1973: Der Schakal (The Day of the Jackal)
- 1974: Fluchtpunkt Marseille (The Destructors)
- 1975: Die letzte Nacht des Boris Gruschenko (Love and Death)
- 1977: Julia
- 1979: Ein perfekter Seitensprung (An Almost Perfect Affair)
- 1979: La gueule de l’autre
- 1980: Une robe noire pour un tueur
- 1981: Eine Angelegenheit unter Männern (Une affaire d’hommes)
- 1982: Am Rande des Abgrunds (Five Days One Summer)
- 1982: Da graust sich ja der Weihnachtsmann (Le père Noël est une ordure)
- 1983: Der Rammbock (Le ruffian)
- 1983: Mein Freund, der Frauenheld (L’ami de Vincent)
- 1983: Papy fait de la Résistance
- 1985: Les enragés
- 1985: Target – Zielscheibe (Target)
- 1987: Auf Wiedersehen, Kinder (Au revoir, les enfants)
- 1990: Eine Komödie im Mai (Milou en mai)
- 1991: La pagaille
- 1992: Bitter Moon
- 1996: Mein Mann – Für deine Liebe mach’ ich alles (Mon homme)
- 1999: Die neun Pforten (The Ninth Gate)
- 2004: A Shadowed Gaze